# 原町 (横浜市)
原町（はらまち）は、神奈川県横浜市磯子区の町名。丁番を持たない単独町名である。住居表示実施済み区域。

## 地理
磯子区北東部に位置する。堀割川の河口左岸にあたる。北で下町、東で西町、南で鳳町、西で堀割川を跨いで磯子・中浜町、北西の磯子橋東詰の道路上の一点で滝頭と接する。多くが住宅地として利用されるが、横浜市主要地方道82号山下本牧磯子線（本牧通り）沿いには店舗が並ぶ。本牧通りより南側は埋立地であり、家畜検疫所（現・農林水産省動物検疫所）や横浜プールセンター（大日本航空根岸飛行場の跡地）などとして利用される。

### 河川
- 堀割川 - 西辺を南流する人工河川。町内に磯子橋、八幡橋があり、対岸は国道16号となっている。

## 歴史

### 沿革
- 1933年（昭和8年）4月1日 - 磯子区滝頭町の一部から原町が新設される[5]。
- 1935年（昭和8年）12月15日 - 埋立地を編入する[5]。
- 1940年（昭和15年）4月1日 - 原町の一部を鳳町に編入する[6]。
- 1955年（昭和30年）4月1日 - 横浜市電の間門～八幡橋開業[7][8]。町内を市電が通るようになる。
- 1962年（昭和37年）9月21日 - 埋立地を編入する[9]。
- 1964年（昭和39年）5月19日 - 国鉄根岸線開業（桜木町駅から磯子駅まで）[7]。
- 1964年（昭和39年）- 鳳運河[10]の埋め立て
- 1965年（昭和40年）1月1日 - 住居表示の実施（磯子区磯子・滝頭地区）[11]に伴い、一部を滝頭三丁目、中浜町、磯子一丁目に編入する[12]。
- 1965年（昭和40年）7月1日 - 横浜プールセンター（マンモスプール）が開設[7]。住居表示を実施（磯子区根岸地区）[11]。これに伴い、中根岸町、西根岸下町、鳳町の各一部を編入し、原町の一部を下町、坂下町に編入する[13]。
- 1966年（昭和41年）9月1日 - 埋立地を編入する[14]。
- 1968年（昭和43年）8月31日 - 横浜市電の町内を通る区間が廃止[7]。

## 世帯数と人口
2025年（令和7年）6月30日現在（横浜市発表）の世帯数と人口は以下の通りである。
| 町丁 | 世帯数  | 人口    |
| ---- | ------- | ------- |
| 原町 | 757世帯 | 1,322人 |

### 人口の変遷
国勢調査による人口の推移。
| 年                 | 人口  |
| ------------------ | ----- |
| 1995年（平成7年）  | 1,349 |
| 2000年（平成12年） | 1,466 |
| 2005年（平成17年） | 1,465 |
| 2010年（平成22年） | 1,382 |
| 2015年（平成27年） | 1,362 |
| 2020年（令和2年）  | 1,343 |

### 世帯数の変遷
国勢調査による世帯数の推移。
| 年                 | 世帯数 |
| ------------------ | ------ |
| 1995年（平成7年）  | 577    |
| 2000年（平成12年） | 652    |
| 2005年（平成17年） | 670    |
| 2010年（平成22年） | 645    |
| 2015年（平成27年） | 710    |
| 2020年（令和2年）  | 743    |

## 学区
市立小・中学校に通う場合、学区は以下の通りとなる（2024年11月時点）。
| 番地 | 小学校             | 中学校             |
| ---- | ------------------ | ------------------ |
| 全域 | 横浜市立根岸小学校 | 横浜市立根岸中学校 |

## 事業所
2021年（令和3年）現在の経済センサス調査による事業所数と従業員数は以下の通りである。
| 町丁 | 事業所数 | 従業員数 |
| ---- | -------- | -------- |
| 原町 | 49事業所 | 427人    |

### 事業者数の変遷
経済センサスによる事業所数の推移。
| 年                 | 事業者数 |
| ------------------ | -------- |
| 2016年（平成28年） | 54       |
| 2021年（令和3年）  | 49       |

### 従業員数の変遷
経済センサスによる従業員数の推移。
| 年                 | 従業員数 |
| ------------------ | -------- |
| 2016年（平成28年） | 346      |
| 2021年（令和3年）  | 427      |

## 交通

### 鉄道
JR東日本根岸線が町域南端を通るが、駅は設置されていない。根岸駅が最寄り駅である。

### バス
- 原町
  - 山下本牧磯子線上にある。かつては八幡橋バス停であったが、堀割川の対岸にも八幡橋バス停があり、同じ名前のバス停に2度止まっていたことから名称が変更になった。
    - 横浜市営バス - 21・58・273（ふれあいバス）・361（21系統の深夜バス）・366系統（103系統の深夜バス）
- 下町
  - 根岸疎開道路上にある。坂下公園前方面のバス停のみ町内にある。
    - 横浜市営バス - 78系統・133系統・135系統

### 道路
- 横浜市主要地方道82号山下本牧磯子線（本牧通り）
- 根岸疎開道路
- 磯子橋通疎開道路

## 施設
- 農林水産省動物検疫所
- 八幡橋幼稚園
- 原町会館
- 横浜プールセンター
- 根岸テニスガーデン
- 八幡橋八幡神社

### かつて存在した施設
- 大日本航空根岸飛行場 - 敷地の北西角が現在の原町の町域内であり、鳳町・西町に跨る[24]。現在の横浜プールセンター付近にあたる[25]。
- 鳳運河 - 現在の原町14の北端部分から西端部分。現在の根岸中学校校舎の北側（西町）から原町、鳳町を通り、根岸湾につながる運河であり、延長は944メートル、幅は約36メートル[10]。漁船の往来があった。1964年に埋め立てられ、横浜プールセンターになった。
- 鳳橋 - 鳳運河に架かっていた橋。現在の原町14の北東端にあり、原町と西町の境にあった。戦後、立ち入りは自由だったが、橋を渡った先（南端）は閉鎖されていた。

## その他

### 日本郵便
- 郵便番号 : 235-0008[3]（集配局：磯子郵便局[26]）

### 警察
町内の警察の管轄区域は以下の通りである。
| 番・番地等 | 警察署     | 交番・駐在所 |
| ---------- | ---------- | ------------ |
| 全域       | 磯子警察署 | 根岸駅前交番 |

### マスメディアへの登場
- テレビ朝日の紀行番組「ちい散歩」で、地井武男が八幡橋八幡神社、不二屋牛肉店[28]を訪問した。根岸編、2011年9月13日放送[29]

## 参考資料
- “横浜市町区域要覧” (PDF).   横浜市市民局 (2016年6月). 2022年9月6日閲覧。